# Brûlon
Brûlon ist eine französische Gemeinde mit 1.525 Einwohnern (Stand: 1. Januar 2022) im Département Sarthe in der Region Pays de la Loire. Die Gemeinde gehört zum Arrondissement La Flèche und zum Kanton Loué. Ihre Einwohner werden Brûlonnais und Brûlonnaises genannt.

## Geografie
Brûlon liegt etwa 32 Kilometer westsüdwestlich von Le Mans am Fluss Vègre, der zugleich die südliche Gemeindegrenze bildet. Umgeben wird Brûlon von den Nachbargemeinden Saint-Denis-d’Orques im Norden und Nordwesten, Joué-en-Charnie im Norden und Nordosten, Mareil-en-Champagne im Osten, Saint-Ouen-en-Champagne im Osten und Südosten, Chevillé im Süden sowie Avessé im Westen und Südwesten.

## Bevölkerungsentwicklung
| 1962                       | 1968 | 1975 | 1982 | 1990 | 1999 | 2006 | 2013 | 2020 |
| -------------------------- | ---- | ---- | ---- | ---- | ---- | ---- | ---- | ---- |
| 1206                       | 1171 | 1150 | 1126 | 1296 | 1341 | 1407 | 1577 | 1533 |
| Quellen: Cassini und INSEE |      |      |      |      |      |      |      |      |

## Sehenswürdigkeiten
- Kirche Saint-Pierre-et-Saint-Paul aus dem 11. Jahrhundert mit zeitgenössischen Buntglasfenstern, entworfen von der Künstlerin Mariette Teisserenc.
- Archäologische Stätte der Burg Brûlon, die vom gallo-römischen Zeitalter bis zum Ende des Mittelalters bestand, im Frühmittelalter eine Nekropole. Die Stätte ist seit 1995 als Monument historique eingeschrieben.
- Ehemalige Priorei aus dem 15./16. Jahrhundert
- Geburtshaus und Museum Claude Chappes
- Schloss Vert aus dem 19. Jahrhundert
- Schloss Moulinvieux aus dem 19. Jahrhundert

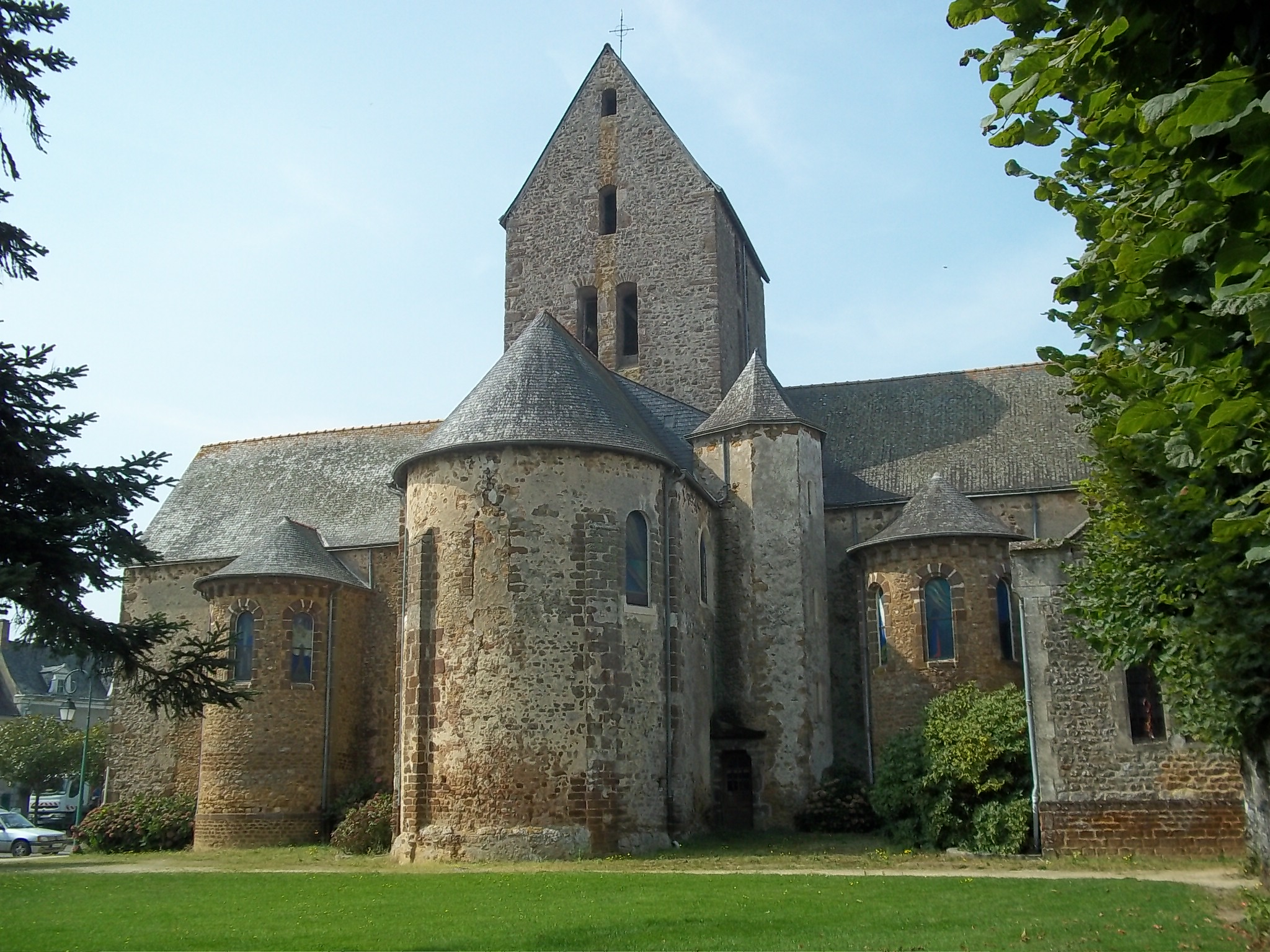
Kirche Saint-Pierre-et-Saint-Paul
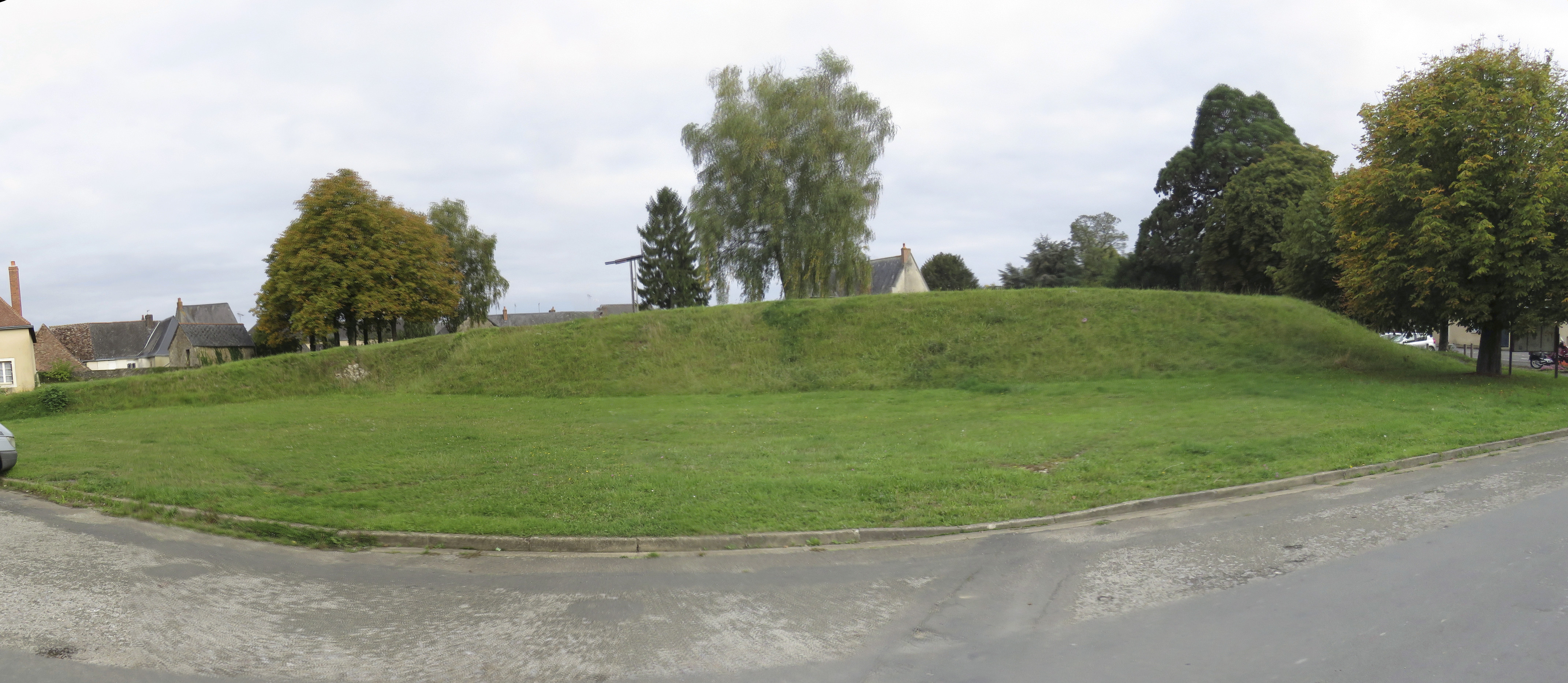
Erdhügel der früheren Burg Brûlon
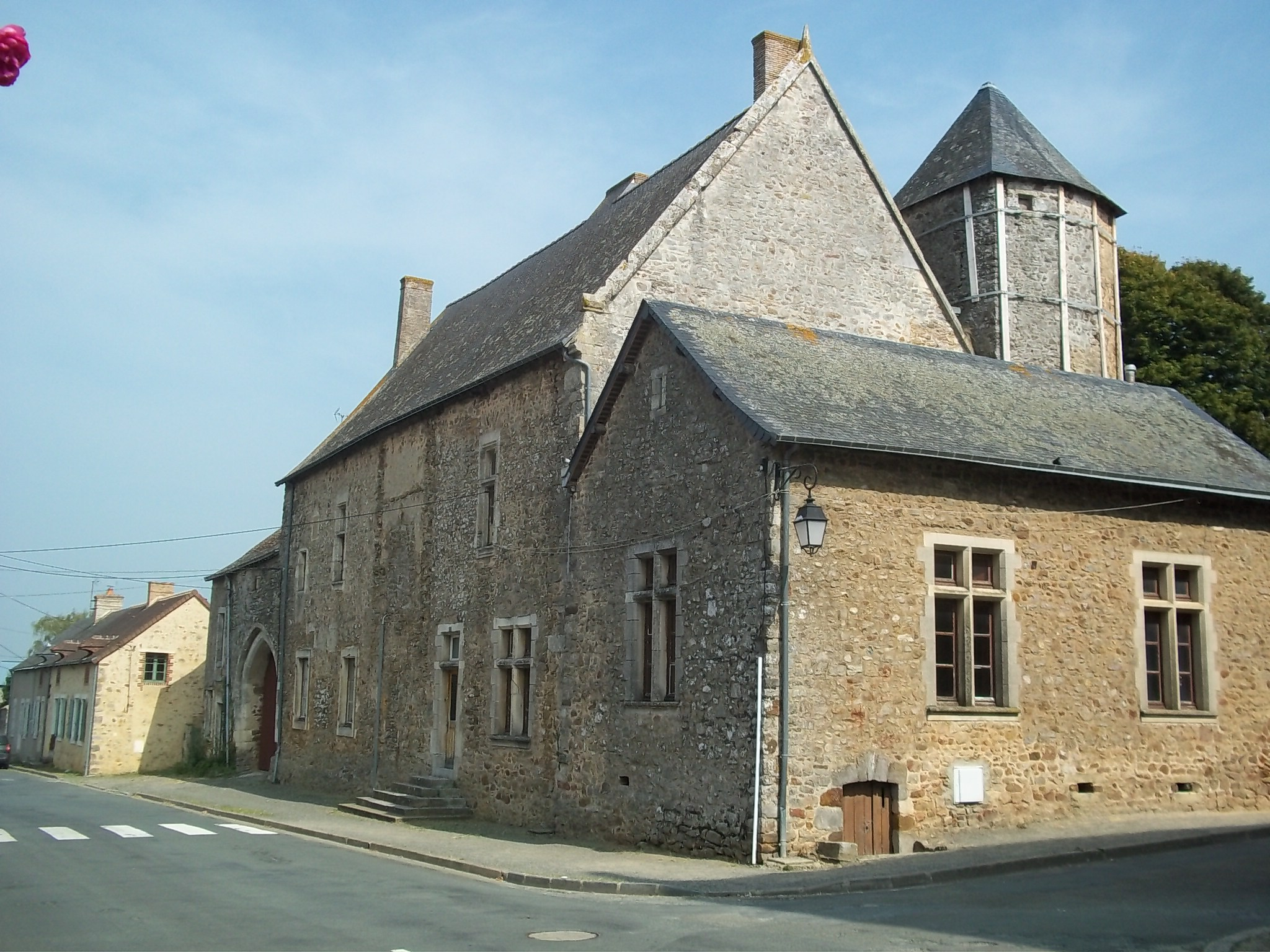
Ehemalige Priorei
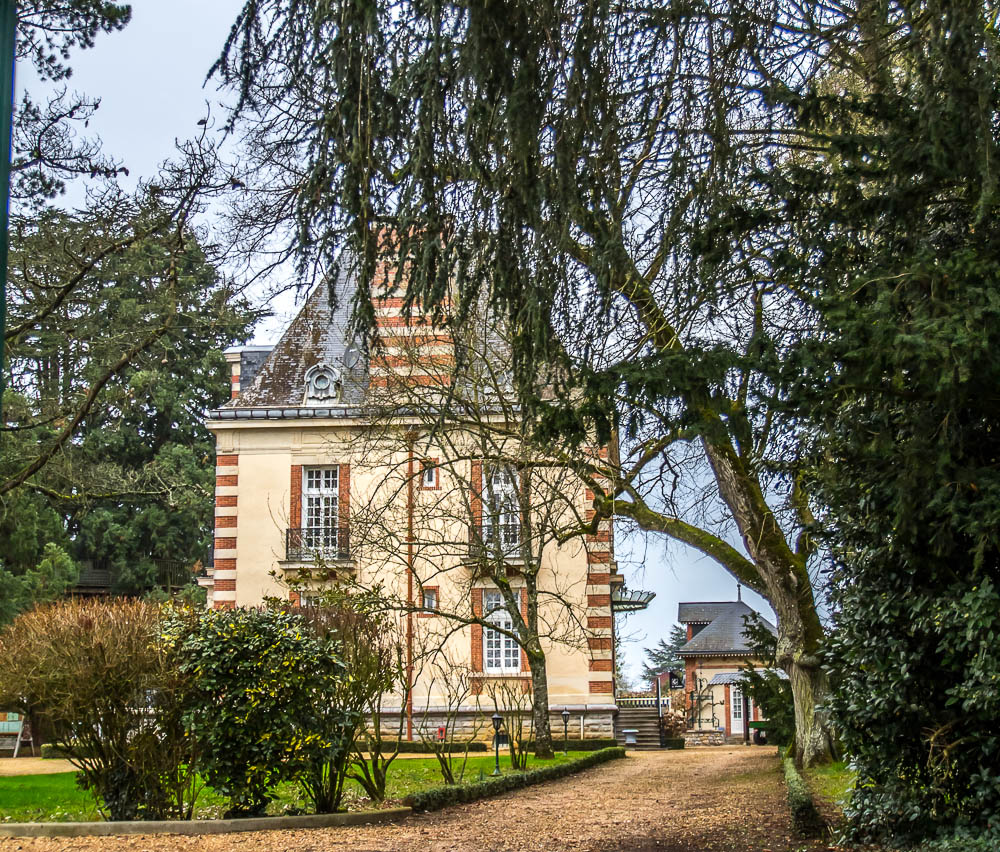
Schloss Moulinvieux

## Gemeindepartnerschaften
Mit der britischen Gemeinde Tattershall in Lincolnshire (England) besteht eine Gemeindepartnerschaft.

## Persönlichkeiten
- Claude Chappe (1763–1805), französischer Techniker und Geistlicher, geboren in Brûlon
- Émile Grouard (1840–1931), römisch-katholischer Ordensgeistlicher, Apostolischer Vikar von Grouard